# Recreatieve weg

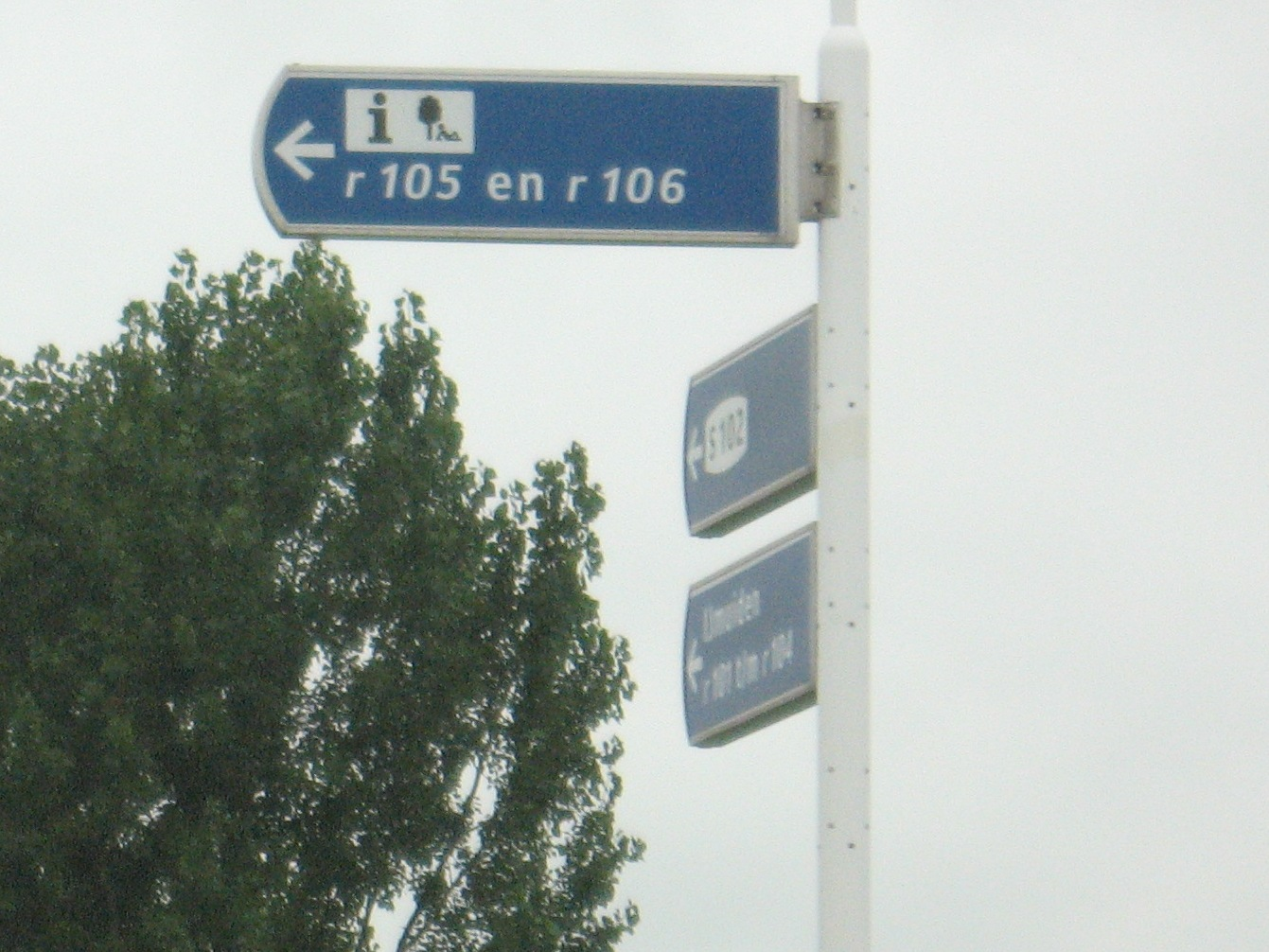
r-weg op bewegwijzering

Een recreatieve weg/recreatieroute (of recreatie- en regionale weg) is een wegtype in Nederland dat is genummerd met een r-nummer. De wegnummering wordt met name gebruikt in recreatiegebieden. R-wegen zijn meestal niet langer dan 10 km en vrij rustig.

## Bewegwijzering
Voor de bewegwijzering van R-wegen heeft de ANWB speciale bruine wegenschilden ontworpen.

Wegenschild R101

Wegenschild R102

## R-wegen in Nederland
- Ommen (r101-r105)
- Schouwen-Duiveland (r101-r112)
- Spaarnwoude (r101-r106)
- Nieuwvliet (r101-r105)
- IJmuiden (r101-r103)
- Voorthuizen (r101)

Nieuwvliet: R101 · R102 · R103 · R104 · R105

Ommen: R101 · R102 · R103 · R104 · R105

Schouwen: R101 · R102 · R103 · R104 · R105 · R106 · R107 · R108 · R109 · R110 · R111 · R112

Spaarnwoude: R101 · R102 · R103 · R104 · R105 · R106

Voorthuizen: R101

IJmuiden: R101 · R102 · R103